# 藤原弘武
藤原 弘武（ふじわら ひろむ、1998年8月28日 - ）は、日本の映像クリエイター。徳島県・徳島市出身

## 略歴

### 2007年
映像制作を独学で始める。

### 2011年
動画共有サイトYouTubeに ひろリンTV という名前で動画投稿開始

### 2013年
映像制作チーム HRTFilms を結成

### 2014年
フリーWeb映像クリエイターとして活動開始

### 2015年
Instagram 1mm_r を開設

### 2016年
マルチメディア集団 Fledgeを結成 代表に就任 同時期にフリーのフォトグラファーとしても活動開始

### 2017年
FledgeをSNSマーケティングWebコンテンツ制作グループ LTNEST に改名 CCOに就任するも創立者として指揮を取っている
デジタルハリウッド大学×キングソフト ショートムービーコンテスト on Live.me 努力賞受賞

### 2018年
インフルエンサーや地下アイドルのプロデューサーになる
1mm_rの派生アカウント 18mm_rを開設

### 2019年
自身初の写真展 #素フォト展 を開催を発表

### 2022年
自身のInstagram 1mm_r にて #素フォト展 を開催中止を発表

### 2023年
HRTFilmsが10周年を迎え限定復活10周年記念コンテンツを配信10周年コンテンツ終了後2023年9月から完全復活を発表

### 2024年
個人YouTubeチャンネルをヒロムストレージに改名 HRTFilmsの裏話を公開予定と公表

## 人物
チャック付きお菓子と猿が好き
日本料理屋でアルバイトをしていた経験もある。

## 主な作品

### MV
- 佐々木李子「酩酊 - Live Ver. - 」（2015年）- 撮影・編集
- 夢屋まさる「本能」(2020年）- 監督・構成・編集

### LIVE映像
- フラチナリズム 「 YOU&I@オリンパスホール 八王子 」(2020年) - 撮影

### 自主制作作品
- 『富中科学部 ラストの大会』 (2013年)　- 監督・脚本・編集
- 『富中科学部 Horror World』 (2013年)　-  監督・脚本・編集
- 『The Truth』 (2016年)　-  脚本・編集・イメージ作成

## 出演

### 自主制作作品
- 『The Truth』 (2016年) - 弘武 役
- 『THE TRUTH 8Film版』(2019年) - 弘武 役